# Alianza Campesina
Alianza Campesina es una localidad del municipio de Balancán ubicado en la subregión de los Ríos del estado mexicano de Tabasco.

## Geografía
La localidad se ubica a 15.8 kilómetros (en dirección sur) de la localidad de Balancán de Domínguez, la cabecera y lugar más poblado del municipio. Se sitúa en las coordenadas geográficas 17°56′48″N 91°30′59″O / 17.946667, -91.516389, a una elevación de 30 metros sobre el nivel del mar.

## Demografía
Según el Conteo de Población y Vivienda 2020, efectuado por el Instituto Nacional de Estadística y Geografía, la localidad de Alianza Campesina tiene 17 habitantes, de los cuales 12 son del sexo masculino y 5 del sexo femenino. Su tasa de fecundidad es de 3.25 hijos por mujer y tiene 6 viviendas particulares habitadas.
| Gráfica de evolución demográfica de Alianza Campesina entre 2000 y 2020 |
|                                                                         |
| INEGI.                                                                  |